# 顾昱洲
顾昱洲（1996年4月13日—），江苏人，南京师范大学附属中学2013届学生，著名的信息学奥林匹克竞赛（OI）、程序设计竞赛选手，常用的id有sevenk、sevenkplus、中国脑筋、7k+等。

## 主要事迹
在2010年5月举办的亚太地区信息学奥林匹克竞赛(Asia-Pacific Informatics Olympiad, APIO)中，顾昱洲获得中国赛区银奖。同年8月举行的全国信息学奥林匹克竞赛(National Olympiad in Informatics, NOI)夏令营中，顾昱洲以初三学生的身份摘得银牌。同年11月，顾昱洲以满分400分的成绩获得NOIp2010提高组一等奖。
在2011年8月的NOI中，顾昱洲获得金牌，并获得清华大学保送资格以及入选国际信息学奥林匹克竞赛(International Olympiad in Informatics，IOI)国家集训队。同年11月，顾昱洲以满分600分再次取得NOIp2011提高组一等奖的成绩。
在2012年5月的IOI国家队选拔赛中，顾昱洲入选中国国家队。同年7月，由俄罗斯著名程序设计竞赛网站Codeforces与俄罗斯社交网络网站VK主办的VK Cup比赛中，顾昱洲击败白俄罗斯选手Gennady Korotkevich(id: tourist)，摘得冠军，并逐渐被媒体报道。同年8月，顾昱洲以全国第一的成绩摘得NOI2012金牌。2012年9月中旬在深圳腾讯总部参加2012年腾讯编程马拉松与楼天城、薛雅文合作获得冠军。在2012年9月于意大利米兰举办的国际信息学奥林匹克竞赛中，顾昱洲以全球第三的成绩摘得金牌。
顾昱洲在2013年被麻省理工学院录取。
在Google Code Jam 2014中，顾昱洲入围了现场赛（世界前26名）。并在2014年8月举行的现场赛中获得了第三名。